# Formální jazyk
Formální jazyk je v matematice, logice a informatice libovolná množina konečných řetězců (tj. řetězců konečné délky) nad určitou abecedou. Místo výrazu „řetězec“ se často používá výraz „slovo“ (zejména při lexikální analýze) nebo „věta“ (zejména při syntaktické analýze a analýze vět přirozeného jazyka). Přesná definice pojmu formální jazyk se může lišit podle toho, v jakém kontextu a v jakém vědním oboru jej používáme.
Příkladem abecedy může být {\displaystyle \left\{a,b\right\}}, řetězcem nad touto abecedou je například {\displaystyle ababba}. Příkladem jazyka může být množina všech řetězců nad touto abecedou, které obsahují stejný počet symbolů {\displaystyle a} jako {\displaystyle b}.
Přestože abeceda je konečná množina a řetězce mají konečnou délku, jazyk konečný být nemusí, jelikož délka (stále konečných) řetězců nemusí být shora omezena.

## Značení
Prázdný řetězec (tj. řetězec, který se skládá z nulového počtu znaků) se značí {\displaystyle e}, {\displaystyle \epsilon } (epsilon) nebo λ.
Pokud označíme abecedu symbolem {\displaystyle \Sigma }, pak zápis {\displaystyle \Sigma ^{*}} označuje množinu všech řetězců nad touto abecedou, včetně prázdného řetězce. Jazyk {\displaystyle L} nad danou abecedou {\displaystyle \Sigma } je pak nějaká podmnožina {\displaystyle \Sigma ^{*}}. Hvězdičkou zapisovaná na místě horního indexu je operátor nazývaný Kleeneho hvězdička, který označuje zřetězení libovolného konečného počtu (včetně 0) prvků z množiny, na níž je aplikován.

## Příklady formálních jazyků
Příklady formálních jazyků:
- množina všech řetězců nad abecedou {\displaystyle {a,b}}
- množina {\displaystyle \left\{a^{n}\right\}}, n je přirozené číslo a {\displaystyle a^{n}} znamená, že {\displaystyle a} se vyskytuje {\displaystyle n}-krát za sebou.
- konečné jazyky jako například a,aa,bba
- množina všech programů v daném programovacím jazyce
- množina všech řetězců, nad kterými daný Turingův stroj zastaví.

Formální jazyk může být definován různými způsoby, například:
- všechny řetězce generované nějakou formální gramatikou (viz Chomského hierarchie);
- všechny řetězce a vyhovující nějakému regulárnímu výrazu;
- všechny řetězce akceptované nějakým automatem, například Turingovým strojem nebo konečným automatem;